# 雷公田
雷公田（英語：Lui Kung Tin）是香港元朗區八鄉的一條非原居民村落，位處大帽山北麓山腳，在上村和甲龍之間。

## 歷史
雷公田作為地名早於1866年出版的《新安縣全圖》已有標示，相傳雷公田因山勢地形引致潮濕多雨以得名。雷公田原是由客家原居民梁氏開村，梁氏先祖松岡公祖籍廣東梅州，其後人於300多年前遷居至大埔林村白牛石，後再有分支遷到雷公田。雷公田載於1905年批出的集體官契中，1911年雷公田有23名村民。
1940年代，因爆發天花疫症、興建軍營等原因，梁氏由雷公田遷到橫台山，建立新村梁屋村。原雷公田村於1950年代初清拆後重建成石崗村諾森伯倫路軍營。同一時間，有其他人在雷公田的荒廢田野間重新聚居，重新發展為雷公田村，村民有張、陳、朱、梁等姓氏。1980年代，雷公田村有居民約300人。 1981年至1986年，天主教錦田聖猶達堂區曾於雷公田村開設彌撒中心。由於雷公田村屬非原居民村，村務一直交由上村管理。直至1991年，雷公田村正式成為八鄉鄉事委會轄下的一條獨立村落。
雷公田村在軍營旁邊，香港回歸前村民與軍人相處融洽，英軍曾設立辦公室供村民直接反映意見。

## 地標
- 八鄉雷公田村村公所
- 農場鮮奶有限公司
- 石崗村內的木棉樹路
- 甲龍古道

## 外部連結
居民代表選舉雷公田村（八鄉）的劃定現有鄉村範圍（2019至2022年） （页面存档备份，存于）